# Nacherbe
Nacherbe ist, wer in der Weise zum Erben eingesetzt wird, dass er erst Erbe wird, nachdem zunächst ein anderer Erbe geworden ist. Nacherbe wird also nur, wer durch eine Verfügung von Todes wegen dazu bestimmt wird. Im Wege der gesetzlichen Erbfolge gibt es die Vor- und Nacherbschaft nicht.
Ein Beispiel ist die Verfügung „Meine Tochter soll Erbin sein, nach ihrem Tod soll das Erbe an ihre Kinder gehen.“
Im Römischen Recht galt der Grundsatz semel heres semper heres („einmal Erbe, immer Erbe“). Zur Regelung der Erbfolge über den Tod des Erstversterbenden hinaus nutzte man das Instrument des Universalfideikommiss.

## Deutschland
Der Nacherbe (§ 2100 BGB) im deutschen Erbrecht erhält die Erbschaft erst mit dem Ereignis, an das die Nacherbschaft geknüpft ist (Nacherbfall), z. B. die Wiederverheiratung oder den Tod des Vorerben, Verwirkung etc. Vorher hat er ein vererbliches und übertragbares Anwartschaftsrecht, sofern der Erblasser nichts anderes bestimmt hat. Das Recht des Nacherben auf diese Erbschaft ist durch Beschränkungen des Verfügungsrechtes des Vorerben über bestimmte Nachlassgegenstände (z. B. Rechten an Grundstücken durch grundbuchlichen Nacherbenvermerk), Verbot von Schenkungen aus dem Nachlass und die Verpflichtung des Vorerben zu ordnungsgemäßer Verwaltung gesichert (§§ 2113 bis § 2123, § 2130 BGB), es sei denn, der Erblasser hat den Vorerben durch Verfügung von Todes wegen von Beschränkungen befreit (befreite Vorerbschaft, § 2136 BGB). Der Vorerbe muss die Substanz der Erbschaft erhalten und darf nur die Erträge für sich verwenden.
Verfügt der Vorerbe entgeltlich über Nachlassgegenstände, so fällt das Entgelt (z. B. der erhaltene Preis) in den Nachlass (Surrogation, § 2111 BGB). Verletzt der Vorerbe zum Nachteil des Nacherben seine Verpflichtungen, macht er sich diesem gegenüber schadensersatzpflichtig. Allerdings hat der Vorerbe nur für diejenige Sorgfalt einzustehen, welche er in eigenen Angelegenheiten anzuwenden pflegt (§ 2131 BGB).
30 Jahre nach dem Erbfall erlöschen die Rechte des Nacherben am Nachlass und der Vorerbe erwirbt das unbeschränkte Erbrecht, er wird „Vollerbe“. Ausnahmen von dieser Regel sind in § 2109 BGB zu finden. In der Praxis sind diese Ausnahmen jedoch mehr die Regel als die Ausnahme. Denn nach § 2106 BGB gilt bei fehlenden Angaben der Tod des Vorerben als Ereignis, mit dem die Nacherbfolge eintreten soll, und genau dies ist von den Ausnahmen erfasst. Nicht von den Ausnahmen erfasst werden Ereignisse, die nicht in der Person des Vor- oder Nacherben liegen (z. B. Eintritt des Verteidigungsfalls) und das Vor- oder Nacherbe durch juristische Personen.
Der Vorerbe trägt die „gewöhnlichen Erhaltungskosten“ der Erbschaft (§ 2124 BGB, zum Beispiel die Instandhaltung bei Häusern). Der Nacherbe trägt die „außergewöhnlichen Lasten“ (§ 2126 BGB, zum Beispiel Investitionen, die zu einer Wertsteigerung führen).
Sofern der Vorerbe und der Nacherbe beide Kinder des Erblassers sind, erhält der Nacherbe keinen Pflichtteilsanspruch, weil nur derjenige einen Pflichtteilsanspruch erhält, welcher durch Verfügung von Todes wegen von der Erbfolge ausgeschlossen ist oder das Erbe ausgeschlagen hat. Da aber auch der Nacherbe „echter“ Erbe ist, ist er somit nicht pflichtteilsrechtsberechtigt. Schlägt er allerdings die Erbschaft aus, hat er einen Anspruch auf den gesetzlichen Pflichtteil.
Der Nacherbe ist Erbe des Erblassers und nicht des Vorerben. Dieser kann ihm daher die Erbschaft nicht durch Testament entziehen. Anderes gilt nur dann, wenn der Nacherbe vom Erblasser unter der Bedingung eingesetzt ist, dass der Vorerbe nichts anderes verfügt. Beim Berliner Testament ist eine Vor- und Nacherbschaft im Zweifel nicht gewollt.
Obwohl der Nacherbe nicht Erbe des Vorerben, sondern des Erblassers ist, wird die Vor- und Nacherbschaft in steuerrechtlicher Hinsicht so beurteilt, als lägen zwei Erbvorgänge vor.
Nach § 771 ZPO und § 2115 BGB haben Gläubiger des Vorerben keine Möglichkeit, auf die Substanz der Erbschaft zuzugreifen, wenn der Vorerbe insolvent geht. Auch wird sie für Sozialleistungen nicht angerechnet. Soll der Zugriff nicht nur für die Vermögenssubstanz, sondern auch für seine Erträge verwehrt sein, so kann dies durch die Anordnung einer Testamentsdauervollstreckung erreicht werden (Behindertentestament).
Adelshäuser nutzen das Nacherbe, um die Erbfolge über Generationen hinweg so zu regeln, wie es das Hausgesetz vorschreibt.

## Österreich
Die Nacherbschaft im österreichischen Recht ist in den §§ 604, 608 und 609 ABGB geregelt.
Der Nacherbe erhält das Vermögen nach dem ersteingesetzten Erben. Dieser darf Vermögen nutzen, aber nicht verbrauchen. (fideikommissarische Substitution, § 608 ABGB). Eine andere Form ist die Nacherbschaft auf den Überrest, bei der der ersteingesetzte Erbe das Vermögen verbrauchen darf (nicht aber arglistig, § 609 ABGB).

## Schweiz
Vor- und Nacherbschaft sind in Art. 488 ff. des Schweizer Zivilgesetzbuchs geregelt. Die Gegenstände und Werte der Vorerbschaft müssen vom restlichen Vermögen des Vorerben unterscheidbar bleiben, daher ist nach Art. 490 Abs. 1 ZGB die Aufnahme eines Nacherbschaftsinventars zwingend vorgesehen. Dieses Inventarverzeichnis wird bei der Testamentseröffnung angeordnet. Nach Art. 490 Abs. 2 ZGB ist der Vorerbe verpflichtet, der Nacherbin eine Sicherheit zu leisten, damit bei Eintritt des Nacherbfalles die Erbschaft tatsächlich ausgeliefert werden kann. Von dieser Verpflichtung kann ihn die Erblasserin allerdings im Testament befreien. Falls der Vorerbe die Sicherheit nicht zu leisten vermag, muss die amtliche Erbschaftsverwaltung angeordnet werden.
Ein noch nicht empfangenes Kind (nondum conceptus) ist im Unterschied zum Nasciturus nicht erbfähig (Art. 544 ZGB). Auf dem Wege der Nacherbeneinsetzung oder des Nachvermächtnisses kann die Erbschaft oder eine Erbschaftssache jedoch einer Person zugewendet werden, die zur Zeit des Erbfalles noch nicht lebt (Art. 545 ZGB).